# ダニー・アイエロ
ダニー・アイエロ（Danny Aiello, 1933年6月20日 - 2019年12月12日）は、アメリカ合衆国の俳優。
1970年代から数多くの作品に出演し、『ゴッドファーザー PART II』のトニー・ロサト役、『ワンス・アポン・ア・タイム・イン・アメリカ』のヴィンセント役、『レオン』のトニー役、マリオ・プーゾのミニ・シリーズ『ザ・ラスト・ドン』のドン・ドメニコ役など、自身のイタリア系の出自を活かしたマフィア、ギャング映画の脇役としての仕事も多い。
1989年のスパイク・リー監督映画『ドゥ・ザ・ライト・シング』のサル役 でアカデミー賞助演男優賞にノミネートされた。

## 来歴

### 生い立ち
ニューヨーク市マンハッタンでイタリア移民の両親の下に生まれる。父ダニエル・シニアは肉体労働、ナポリ出身の母フランセスは針子として働いていた。ダニエル・ジュニアの下にも兄弟がおり、家族は両親と6人兄弟の大家族であった。
しかしダニエル・ジュニアがまだ幼少の頃、病気で妻が失明したにもかかわらず、父は家族を捨てた。幼いダニエル・ジュニアは生活のため、新聞配達やグランドセントラル駅での靴磨きなどの仕事をこなした。7歳の時にサウスブロンクスに転居し、ジェイムズ・モンロー・ハイスクールに入学する。

### 軍歴
16歳の時、年齢を偽って陸軍に入隊。3年で除隊された後はニューヨークへ戻り、グレイハウンド・バス社労働組合の代表を約10年務めた。
30代半ばの頃にはナイトクラブの用心棒として働いていたが、ある夜、レギュラーの司会者が店に現れなかったため、急遽代役で司会や歌を披露した。それを見ていた仲間が演技で勝負をしていくよう強く勧めたことが、業界入りのきっかけである。

### キャリア
1970年代初頭から映画の世界で活動を開始する。ロバート・デ・ニーロ主演の野球映画『バング・ザ・ドラム』（1973年）の端役でデビュー。以降、下品で粗野なキャラクターから、ユーモラスな役、親切な小市民まで幅広い役柄を演じる脇役として活躍する。
1974年の『ゴッドファーザー PART II』ではトニー・ロサトを演じた。マイケル・コルレオーネに謀反を起こしたフランク・ペンタンジェリ（演者はマイケル・V・ガッツォ）を背後から襲撃して殺害しようとするシーンで、ロサトが言った有名な台詞「Michael Corleone says hello!」はアイエロのアドリブである。
1980年のジャン・マイケル・ヴィンセント主演『摩天楼ブルース』では暴漢に抵抗するマンハッタンの住民の一人を演じ、1981年のポール・ニューマン主演『アパッチ砦・ブロンクス』では人種差別主義の巡査を演じて高い評価を受けた。1984年、『ワンス・アポン・ア・タイム・イン・アメリカ』で再びデ・ニーロと共演。自身と同じ姓の警察署長ヴィンセント・アイエロを演じた。『ブロードウェイのダニー・ローズ』（1984年）、『カイロの紫のバラ』（1985年）、『ラジオ・デイズ』（1987年）といったウディ・アレン作品にも出演している。
1987年のロマンチック・コメディ『月の輝く夜に』では、シェール演ずるロレッタの婚約者ジョニーを演じ、ロバート・アルトマン監督のファッション映画『プレタポルテ』では女装にもトライした。1992年にはジョン・F・ケネディ大統領暗殺事件の犯人リー・ハーヴェイ・オズワルドを殺害したジャック・ルビーの伝記映画『ジャック・ルビー』で主人公のルビー役を演じ、1994年の『レオン』ではジャン・レノ演じるレオンに仕事（殺し）の依頼を伝えるカフェの主人を演じた。
映画以外でも活躍しており、1981年にはABCの『ABC Afterschool Special』のエピソード『A Family of Strangers』でデイタイム・エミー賞を受賞したほか、マドンナの『パパ・ドント・プリーチ』のPVにも出演している。
歌も達者で、『ハドソン・ホーク』（1991年）、『ワンス・アラウンド』（1991年）などで披露しているほか、数枚のアルバムもリリースしている。

### 私生活
息子のダニー・アイエロ3世はスタントマン、リック・アイエロは俳優となった。
2019年12月12日、ニュージャージー州の医療施設にて、感染症のために亡くなった。86歳没。

## 主な出演作品
| 公開年 | 邦題 原題                                                              | 役名                     | 備考       |
| ------ | ---------------------------------------------------------------------- | ------------------------ | ---------- |
| 1973   | バング・ザ・ドラム Bang the Drum Slowly                                | ホース                   |            |
| 1974   | ゴッドファーザー PART II The Godfather: Part II                        | トニー                   |            |
| 1976   | ウディ・アレンのザ・フロント The Front                                 | ダニー                   |            |
| 1978   | マッド・フィンガーズ Fingers                                           | ブッチ                   |            |
| 1978   | 愛の断層 Bloodbrothers                                                 | アーティ                 |            |
| 1979   | 摩天楼ブルース Defiance                                                | カーマイン               |            |
| 1981   | アパッチ砦・ブロンクス Fort Apache the Bronx                           | モーガン                 |            |
| 1982   | ダーティ・トラップ A Question of Honor                                 | Martelli                 | テレビ映画 |
| 1984   | デスマスク Death Mask                                                  | マイク・グラッソ         |            |
| 1984   | オールド・イナフ/としごろ Old Enough                                   | Mr. Bruckner             |            |
| 1984   | ワンス・アポン・ア・タイム・イン・アメリカ Once Upon a Time in America | ヴィンセント・アイエロ   |            |
| 1985   | カイロの紫のバラ The Purple Rose of Cairo                              | モンク                   |            |
| 1985   | 女刑事レディブルー Lady Blue                                           | テリー・マクニコルズ     | テレビ映画 |
| 1985   | ザ・スタッフ The Stuff                                                 | ヴィッカーズ             |            |
| 1985   | プロテクター The Protector                                             | ダニー                   |            |
| 1985   | 恋人たちの合鍵 Key Exchange                                            | Carabello                |            |
| 1987   | ラジオ・デイズ Radio Days                                              | ロッコ                   |            |
| 1987   | ピックアップ・アーチスト The Pick-up Artist                            | フィル・ハーパー         |            |
| 1987   | 月の輝く夜に Moonstruck                                                | ジョニー                 |            |
| 1987   | 燃える男 Man on Fire                                                   | コンティ                 |            |
| 1988   | 特捜女警部(デカ) -L.A.犯罪捜査線- Alone in the Neon Jungle             | チーフ                   | テレビ映画 |
| 1988   | ルシカム/KGB・赤い狙撃者 Russicum - I giorni del diavolo               | ジョージ・シャーマン     |            |
| 1989   | N.Y.ドラッグ・コネクション White Hot                                   | チャーリー               |            |
| 1989   | 乙女座殺人事件 The January Man                                         | ヴィンセント・アルコア   |            |
| 1989   | ドゥ・ザ・ライト・シング Do the Right Thing                            | サル                     |            |
| 1989   | N.Y.捜査線 ナイトハンター/女子学生殺人事件 The Preppie Murder          | マイク・シーハン         | テレビ映画 |
| 1989   | ハーレム・ナイト Harlem Nights                                         | フィル・カントン         |            |
| 1990   | アフガン/ネクサス奪還作戦 Shocktroop                                   | ジョン・カニンガム       |            |
| 1990   | ジェイコブス・ラダー Jacob's Ladder                                    | ルイス                   |            |
| 1991   | ワンス・アラウンド Once Around                                         | ジョー・ベラ             |            |
| 1991   | ハドソン・ホーク Hudson Hawk                                           | トミー・ファイブ＝トーン |            |
| 1991   | 奇跡が降る街 29th Street                                               | Frank Pesce, Sr.         |            |
| 1992   | ジャック・ルビー Ruby                                                  | ジャック・ルビー         |            |
| 1992   | ミストレス Mistress                                                    | カーマイン・ラッソ       |            |
| 1993   | セメタリークラブ The Cemetery Club                                     | ベン                     |            |
| 1993   | フライング・ピクルス The Pickle                                        | ハリー・ストーン         |            |
| 1994   | レオン Léon                                                            | トニー                   |            |
| 1994   | プレタポルテ Prêt-à-Porter                                             | ハミルトン               |            |
| 1995   | あなたに逢いたくて Too Much                                            | ジーン                   |            |
| 1996   | 訣別の街 City Hall                                                     | フランク・アンセルモ     |            |
| 1996   | リアル・ブラッド Mojave Moon                                           | アル                     |            |
| 1996   | 2 days トゥー・デイズ 2 Days in the Valley                             | ダズモ・ピッツォ         |            |
| 1997   | ラストドン The Last Don                                                | Don Domenico Clericuzio  |            |
| 2000   | ディナーラッシュ Dinner Rush                                           | ルイス                   |            |
| 2006   | ラッキーナンバー7 Lucky Number Slevin                                  | ロス                     |            |
| 2014   | ゲットバッカーズ Reach Me                                              | ポール                   |            |
| 2018   | ハッピーシェフ! 恋するライバル Little Italy                            | カルロ                   |            |